# Гормігуеро білочеревий
Гормігуе́ро білочеревий (Myrmoborus lugubris) — вид горобцеподібних птахів родини сорокушових (Thamnophilidae). Мешкає в Амазонії.

## Опис
Довжина птаха становить 12-13 см. Виду притаманний статевий диморфізм. У самців лоб білувато-сірий, тім'я і верхня частина тіла сизувато-сіра, крила і хвіст темні. Нижня частина тіла білувато-сіра, боки дещо тьмяніші. Очі темно-червоні. У самиць тім'я і обличчя жовтувато-рудувато-коричневі, верхня частина тіла жовтувато-коричнева, кінчики крил жовтуваті. Нижня частина тіла білувата. Спів являє собою серію гучних, різких посвистів з поступовим пониженням тону.

## Підвиди
Виділяють чотири підвиди:
- M. l. berlepschi (Hellmayr, 1910) — крайній схід Еквадору (схід Орельяну), північний схід Перу (Лорето) і крайній захід Бразилії (долина Амазонки на схід до Тонантінса[en]);
- M. l. stictopterus Todd, 1927 — центр бразильської Амазонії (долина Амазонки, нижня течія річок Ріу-Бранку і Ріу-Неґру);
- M. l. femininus (Hellmayr, 1910) — південь бразильської Амазонії (долина річки Мадейра);
- M. l. lugubris (Cabanis, 1847) — долина Амазонки на схід від гирла Мадейри.

## Поширення і екологія
Білочереві гормігуеро мешкають в Бразилії, Еквадорі, Перу і Колумбії. Вони живуть в підліску варзейських лісів (тропічних лісів у заплавах Амазонки і її притоків) та на річкових островах. Зустрічаються на висоті до 125 м над рівнем моря.

## Збереження
МСОП класифікує цей вид як вразливий. Білочеревим гормігуеро загрожує знищення природного середовища.